# Giuseppe Tosi (calciatore)
Giuseppe Tosi (Vercelli, 2 febbraio 1900 – Legnano, 24 gennaio 1981) è stato un calciatore italiano, di ruolo attaccante.

## Carriera
Centravanti cresciuto calcisticamente nella Pro Vercelli, squadra della sua città natale, passa al Foot Ball Club Novara stagione 1919-20.
Successivamente gioca nella stagione 1920-21 a Legnano (21 gare e 6 reti), e con il Brescia disputa quattro incontri nel campionato di Prima Divisione Nord 1921-22, esordendo a Venezia il 2 ottobre 1921 in Venezia-Brescia (2-0).
Al Foot Ball Club Legnano disputa complessivamente 97 gare con 30 reti segnate nei campionati di 1920-1921, 1922-1923, 1923-1924, 1924-1925, 1925-1926 e 1926-1927.